# Verizon Tennis Challenge 1999
Il Verizon Tennis Challenge 1999 è stato un torneo di tennis giocato sulla terra verde. È stata la 13ª edizione del torneo, che fa parte della categoria International Series nell'ambito dell'ATP Tour 1999. Si è giocato ad Atlanta negli USA dal 26 aprile al 2 maggio 1999.

## Campioni

### Singolare
Stefan Koubek ha battuto in finale  Sébastien Grosjean con il punteggio di 6–1, 6–2

### Doppio
Patrick Galbraith /  Justin Gimelstob hanno battuto in finale  Todd Woodbridge /  Mark Woodforde con il punteggio di 5–7 7–6(4) 6–3